# Mercedes-Benz W 05
Der Mercedes-Benz W 05 mit der Verkaufsbezeichnung 14/60 PS Typ 350 war eine Weiterentwicklung des von Ferdinand Porsche entwickelten Mercedes-Benz W 03 und W 04, Wagen der oberen Mittelklasse.
Der große Wagen, dessen Vorgänger sich schlecht verkauften, wurde nun mit einem Sechszylinder-Reihenmotor mit erneut vergrößertem Hubraum ausgestattet, diesmal mit 3444 cm³ (Bohrung 80 mm, Hub 115 mm). Nun stand mit 60 PS (44 kW) bei 3200/min auch geringfügig mehr Leistung als bei den Vorgängern zur Verfügung. Die Hinterachsübersetzung wurde wieder etwas verlängert auf 1 : 5,0 (Flachlandversion) bzw. 1 : 5,4 (Bergversion). Daraus resultierten leicht veränderte Höchstgeschwindigkeiten von 103 km/h bzw. 100 km/h.
Niemand hatte noch eine Verbesserung der Verkaufszahlen erwartet. Deshalb betraute die Daimler-Benz AG gleichzeitig Hans Nibel mit der Überarbeitung, woraus der Nachfolge-Typ Mannheim 350 entstand. Von Ferdinand Porsche trennte man sich in der Folge.

## Technische Daten
| Mercedes-Benz 14/60 PS Typ 350                 | Mercedes-Benz 14/60 PS Typ 350 |
| ---------------------------------------------- | --- |
| Konstruktionsbezeichnung                       | W 05 |
| Produktionszeitraum                            | 1928–1929 |
| Motor                                          | |
| Arbeitsverfahren                               | Viertakt-Otto |
| Anordnung im Fahrzeug                          | vorn, längs; stehend |
| Motor-Typ/-Baumuster                           | M 09 |
| Zylinderzahl/-anordnung                        | 6/Reihe |
| Bohrung × Hub                                  | 80 × 115 mm |
| Gesamthubraum                                  | 3444 cm³ |
| Verdichtung                                    | 5,0 |
| Leistung / bei                                 | 60 PS (44 kW) bei 3200/min |
| Ventilanordnung und -anzahl                    | 1 Einlass, 1 Auslass, seitlich stehend |
| Ventilsteuerung                                | 1 seitliche Nockenwelle |
| Nockenwellenantrieb                            | über Stirnräder |
| Gemischbildung                                 | 1 Flachstromvergaser Zenith |
| Kraftstofftank: Anordnung und Fassungsvermögen | im Heck, 85 l |
| Fahrwerk und Kraftübertragung                  | |
| Rahmenausführung                               | U-Profil-Pressstahl-Rahmen |
| Radaufhängung; vorne                           | Starrachse |
| Radaufhängung; hinten                          | Starrachse |
| Federung; vorne                                | Halbfedern |
| Federung; hinten                               | Underslung-Halbfedern |
| Lenkung                                        | Schraubenspindel, rechts oder links |
| Bremsanlage (Fußbremse)                        | mechanisch, auf Vorder- und Hinterräder wirkend |
| Feststellbremse (Handbremse)                   | mechanisch, auf Hinterräder wirkend |
| Räder                                          | Holz-, Stahl- oder Drahtspeichenräder |
| Reifen                                         | 32 × 6,00, 32 × 6,20 Niederdruck oder 6,00–20 |
| Angetriebene Räder                             | Hinterräder |
| Kraftübertragung                               | Kardanwelle |
| Getriebe und Fahrleistungen                    | |
| Getriebe                                       | 4-Gang-Schaltgetriebe |
| Schaltung                                      | Schalthebel Wagenmitte |
| Kupplung                                       | Mehrscheiben-Trockenkupplung |
| Getriebeart                                    | Zahnrad-Wechselgetriebe |
| Getriebe-Übersetzung                           | I. 3,85; II. 2,25; III. 1,40; IV. 1,0 |
| Achsantriebsübersetzung                        | 5,40 oder 5,00 (Flachland) |
| Höchstgeschwindigkeit                          | 100 km/h |
| Kraftstoffverbrauch                            | 18 l |
| Abmessungen und Gewichte                       | |
| Radstand                                       | 3430 mm |
| Spur vorn und hinten                           | 1420 mm |
| Länge                                          | 4650 mm |
| Breite                                         | 1760 mm |
| Höhe                                           | 1920 mm |
| Gewicht des Fahrgestells                       | 1250 kg |
| Leergewicht (Wagengewicht)                     | Tourenwagen: 1800 kg; Pullman-Limousine: 1980 kg |
| Zul. Gesamtgewicht                             | Tourenwagen: 2550 kg; Pullman-Limousine: 2750 kg |
| Allgemeine Daten                               | |
| Stückzahl                                      | 358 |
| Preise                                         | Fahrgestell: 9.000 RM Tourenwagen (6 Sitze): 11.500 RM Limousine (6 Sitze): 13.000 RM Cabriolet (2/3 Sitze): 14.000 RM Cabriolet (4 Sitze): 15.000 RM |

Quelle: 14/60 PS Typ 350. Abgerufen am 8. Februar 2021.

## Produktionszahlen
- Typ 350 (W 05): 713 Stück